# Kanton Garges-lès-Gonesse
Der Kanton Garges-lès-Gonesse ist seit 2015 ein französischer Wahlkreis im Arrondissement Sarcelles, im Département Val-d’Oise und in der Region Île-de-France; sein Hauptort ist Garges-lès-Gonesse.

## Gemeinden
Der Kanton besteht aus zwei Gemeinden mit insgesamt 57.286 Einwohnern (Stand: 1. Januar 2022) auf einer Gesamtfläche von 8,31 km²:
| Gemeinde                  | Einwohner 1. Januar 2022 | Fläche km² | Dichte Einw./km² | Code INSEE | Postleitzahl |
| ------------------------- | ------------------------ | ---------- | ---------------- | ---------- | ------------ |
| Arnouville                | 14.898                   | 2,84       | 5.246            | 95019      | 95400        |
| Garges-lès-Gonesse        | 42.388                   | 5,47       | 7.749            | 95268      | 95140        |
| Kanton Garges-lès-Gonesse | 57.286                   | 8,31       | 6.894            | 9511       | –            |